# Rud Hud Hudibras
Rud Hud Hudibras (Welsh: Run baladr bras) was volgens de legende, zoals beschreven door Geoffrey of Monmouth, koning van Brittannië van 920 v.Chr. - 881 v.Chr. Hij was de zoon van koning Leil, en regeerde gedurende de burgeroorlog.
Toen Leil oud en zwak werd, leidde dit tot instabiliteit in het Britse koninkrijk, en er brak een burgeroorlog uit. Rud Hud Hudibras werd koning toen zijn vader stierf, en regeerde 39 jaar. Tijdens zijn regering werd de vrede hersteld. Hij was de stichter van Kaerreint, dat later werd omgedoopt in Canterbury. Er wordt tevens verteld dat hij de stichter was van Kaerguenit (Winchester) en Paladur Castle (Shaftesbury). Hij werd opgevolgd door zijn zoon Bladud.
Volgens de overlevering valt zijn regering samen met de periode dat Capys koning was van Alba Longa, en Haggai, Amos, Joël en Azaria hun profetieën in Israël vertelden.